# 川住製作所
有限会社川住製作所（かわすみせいさくしょ）は、自転車用品企画・開発・製造・販売を行なう企業である。主要製品はバスケットカバー・サイクルカバー・チャイルドカバー・レインウェア・サイクルミラー・カサホルダーなど。特にバスケットカバーに力を入れており、モダンアートシリーズなど特徴的な柄の製品も販売している。

## 沿革
- 1985年（昭和60年）4月 - 創業
- 2003年（平成15年）5月 - 有限会社に組織変更。